# Gare de Tronsanges
La gare de Tronsanges est une gare ferroviaire française de la Ligne de Moret - Veneux-les-Sablons à Lyon-Perrache. Elle est située au passage à niveau de la D174, au bourg centre de la commune de Tronsanges, dans le département de la Nièvre en Bourgogne-Franche-Comté.
Halte ouverte en 1903 par la Compagnie des chemins de fer de Paris à Lyon et à la Méditerranée (PLM), elle est devenue une halte de la Société nationale des chemins de fer français (SNCF), desservie par des trains express régionaux de Bourgogne (TER Bourgogne-Franche-Comté).

## Situation ferroviaire
Établie à 189 mètres d'altitude, la gare de Tronsanges est située, au PN 95, au point kilométrique (PK) 234,979 de la ligne de Moret - Veneux-les-Sablons à Lyon-Perrache, entre les gares de La Marche et de Pougues-les-Eaux.

## Histoire

### En attente d'une gare (1861-1903)
Lors de l'étude du passage d'une ligne de chemin de fer sur la commune, le conseil municipal, réuni le 6 mars 1853, estime que la commune n'a pas un budget suffisant pour participer au projet de création d'un point d'arrêt. Lors de la présentation, par la préfecture, du projet finalisé du passage de la ligne avec l'emplacement des deux gares qui encadrent la commune, à La Charité et à Pougues-les-Eaux, le conseil demande le déplacement de la fontaine qui se situe sur le parcours de la ligne. La ligne est mise en service le 21 septembre 1861 par la Compagnie des chemins de fer de Paris à Lyon et à la Méditerranée (PLM).
En janvier 1869, le Conseil général soutient une demande des habitants de Tronsanges qui réclament l'étude d'une implantation d'une station sur le territoire de la commune. Le 15 août, Tronsanges reçoit le soutien des communes limitrophes de Germigny, Champvoux, La Marche et Chaulgnes pour envoyer une demande collective de création d'une gare à la Compagnie du PLM. En 1870, le conseil général est confiant en une suite positive de la part de la Compagnie du PLM. En 1873, le Conseil général se replonge dans le problème ; dans un rapport, lu par M. Girerd, il est rappelé que la demande faite en 1869 avec le soutien du Conseil général n'a pas eu de suite positive de la part de la compagnie. Néanmoins, le dossier a suivi son cours et a confirmé l'utilité de cette gare, autant pour les marchandises que pour les voyageurs, ce qui incite le Conseil à renouveler son vœu. En 1874, le ministre des Travaux publics décide le 1er décembre que la Compagnie du PLM doit lui soumettre ses propositions pour l'exécution du projet en question.

### Halte PLM (1903-1937)

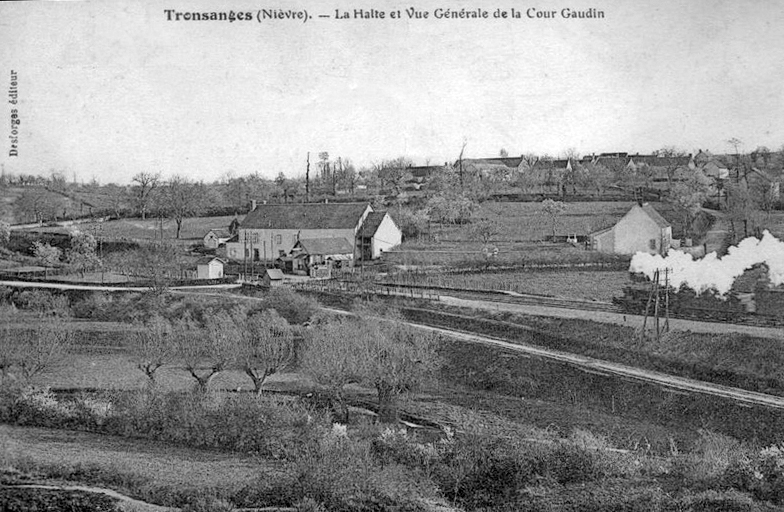
La halte vers 1920.

Le 2 juillet 1903, l'ingénieur du contrôle Bousiques, indique, au titre des travaux réalisés : « Tronsanges : établissement d'une halte au passage à niveau N° 95, entre les gares de la Charité et Pougues-les-Eaux », par la Compagnie des chemins de fer de Paris à Lyon et à la Méditerranée (PLM).
En 1911, la gare figure dans la Nomenclature des gares stations et haltes du PLM. Sur la ligne de Moret-les-Sablons à Nîmes gérée par cette compagnie, la halte est située entre la halte de Tronsanges et la gare de Fourchambault. Elle est ouverte au service complet de la grande vitesse, à l'exclusion des bagages, articles de messagerie, denrées, finances, valeurs et objets d'art et des voitures, chevaux et bestiaux.
En 1913, les trains postaux passent la halte au ralenti pour lancer les sacs de dépêches.

### PANG SNCF (depuis 1938)
En 1985, l'ancienne halte PLM devient un point d'arrêt non géré (PANG) fermé au service des marchandises.

## Service des voyageurs

### Accueil
Halte SNCF, c'est un point d'arrêt non géré (PANG) équipé de deux quais avec abris situés de part et d'autre du passage à niveau. Elle ne dispose ni de distributeur de billet régional, ni d'automate de vente. Le passage d'un quai à l'autre s'effectue par le passage à niveau.

### Desserte
Tronsanges est desservie par des trains TER Bourgogne-Franche-Comté circulant sur la ligne no 08 entre Nevers et Cosne.

### Intermodalité
Le stationnement des véhicules est possible à proximité.